# Earina
Earina és un gènere d'orquídies té 7 espècies reconegudes (2014). Són plantes natives de diverses illes de l'Oceà Pacífic.

## Taxonomia
1. Earina aestivalis Cheeseman. - New Zealand North Island
2. Earina autumnalis (G. Forst.) Hook.f. - New Zealand (North and South Islands, plus Chatham Island)
3. Earina deplanchei Rchb.f. - Nova Caledònia
4. Earina floripecten Kraenzl. - Nova Caledonia
5. Earina mucronata Lindl. - New Zealand (North and South Islands, plus Chatham Island)
6. Earina sigmoidea T.Hashim. - Vanuatu
7. Earina valida Rchb.f. - Vanuatu, Nova Caledonia, Fiji, Samoa